# Zandvoort

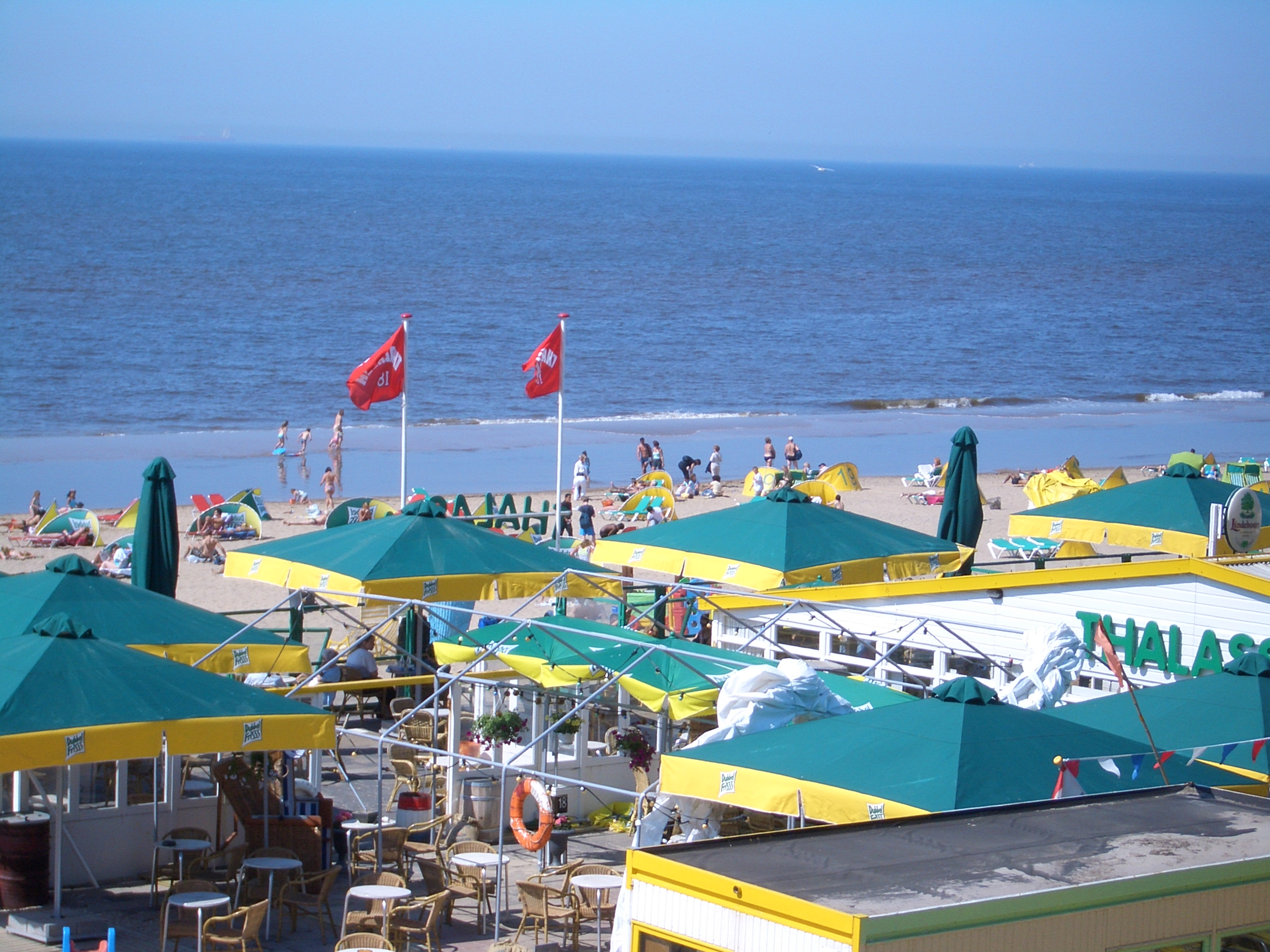
Sandstrand

Zandvoort är en kommun i provinsen Noord-Holland i Nederländerna. Kommunens totala area är 44,34 km² (där 12,30 km² är vatten) och den har 17 557 invånare (2023).
Zandvoort är känt för sin racerbana Circuit Zandvoort..